# Sân bay Nước Trong
Sân bay Nước Trong là một sân bay nhỏ nằm ở huyện Long Thành, tỉnh Đồng Nai.
Sân bay có một đường băng, dài khoảng 1500m, dùng để dự trữ, khai thác quân sự.
Trước đây, sân bay được phục vụ cho chiến tranh. Hiện nay, đây là sân bay thứ hai của tỉnh này, sau sân bay Biên Hòa.
Sân bay này hiện đã bị bỏ hoang và không còn được sử dụng nữa.